# El Loco
«El Loco» — сьомий студійний альбом американського рок-гурту ZZ Top, випущений 15 липня 1981 року лейблом «Warner Bros.».

## Список композицій
| Перша сторона | Перша сторона            | Перша сторона                         | Перша сторона            | Перша сторона |
| #             | Назва                    | Автор                                 | Вокал                    | Тривалість    |
| ------------- | ------------------------ | ------------------------------------- | ------------------------ | ------------- |
| 1.            | «Tube Snake Boogie»      | Біллі Гіббонс, Дасті Гілл, Френк Бірд | Біллі Гіббонс            | 3:02          |
| 2.            | «I Wanna Drive You Home» | Біллі Гіббонс, Дасті Гілл, Френк Бірд | Біллі Гіббонс            | 4:44          |
| 3.            | «Ten Foot Pole»          | Біллі Гіббонс, Дасті Гілл, Френк Бірд | Біллі Гіббонс            | 4:19          |
| 4.            | «Leila»                  | Біллі Гіббонс, Дасті Гілл, Френк Бірд | Біллі Гіббонс            | 3:13          |
| 5.            | «Don't Tease Me»         | Біллі Гіббонс, Дасті Гілл, Френк Бірд | Біллі Гіббонс Дасті Гілл | 4:19          |

| Друга сторона | Друга сторона              | Друга сторона                         | Друга сторона | Друга сторона |
| #             | Назва                      | Автор                                 | Вокал         | Тривалість    |
| ------------- | -------------------------- | ------------------------------------- | ------------- | ------------- |
| 1.            | «It's So Hard»             | Біллі Гіббонс, Дасті Гілл, Френк Бірд | Біллі Гіббонс | 5:12          |
| 2.            | «Pearl Necklace»           | Біллі Гіббонс, Дасті Гілл, Френк Бірд | Біллі Гіббонс | 4:01          |
| 3.            | «Groovy Little Hippie Pad» | Біллі Гіббонс, Дасті Гілл, Френк Бірд | Біллі Гіббонс | 2:40          |
| 4.            | «Heaven, Hell or Houston»  | Біллі Гіббонс, Дасті Гілл, Френк Бірд | Біллі Гіббонс | 2:31          |
| 5.            | «Party on the Patio»       | Біллі Гіббонс, Дасті Гілл, Френк Бірд | Дасті Гілл    | 2:49          |

## Чарти
| Чарт (1981)                                  | Позиція |
| -------------------------------------------- | ------- |
| Канада Canada Top Albums/CDs (RPM)           | 19      |
| Німеччина German Albums (Offizielle Top 100) | 52      |
| Швеція Swedish Albums (Sverigetopplistan)    | 26      |
| Велика Британія UK Albums (OCC)              | 88      |
| США Billboard 200                            | 17      |

## Сертифікації
| Регіон                                             | Сертифікація | Продажі  |
| -------------------------------------------------- | ------------ | -------- |
| Канада (Music Canada)                              | Золотий      | 50 000^  |
| США (RIAA)                                         | Золотий      | 500 000^ |
| ^відвантаження, що базуються лише на сертифікаціях |              |          |